# Mitwitz
Mitwitz – gmina targowa w Niemczech, w kraju związkowym Bawaria, w rejencji Górna Frankonia, w regionie Oberfranken-West, w powiecie Kronach, siedziba wspólnoty administracyjnej Mitwitz. Leży nad rzeką Steinach, przy drodze B303, ok. 9 km na zachód od Kronach, 18 km na wschód od Coburga i 42 km na północny zachód od Bayreuth.

## Dzielnice
W skład gminy wchodzą następujące dzielnice: 
- Mitwitz
- Burgstall
- Hof an der Steinach
- Horb an der Steinach
- Kaltenbrunn
- Leutendorf
- Neundorf
- Schwärzdorf
- Steinach an der Steinach

## Polityka
Wójtem jest Hans-Peter Laschka (CSU). Rada gminy składa się z 17 członków:
|      | CSU | SPD | Zieloni | Wolny Związek Wyborców | Razem     |
| 2002 | 6   | 6   | 4       | 1                      | 17 miejsc |

## Zabytki i atrakcje
- Kościół pw. św. Jakuba (St. Jakob)
- zamek wodny
- Górny Zamek (Oberes Schloss)
- fontanna braci Dötschel